# Dominicus Bildhower
Dominicus Bildhower (geb. vor 1500; gest. nach 1526) war ein Schweizer Bildschnitzer.
Dominicus Bildhower war ein Sohn des Jos Gundersheimer (auch Guntersumer). Er wurde 1500 in die Spinnwetternzunft in Basel aufgenommen, wo er 1504/05 als Stubenmeister wirkte. Zwischen 1508/1509 und 1523/1524 war er offenbar nicht in Basel. 1524–1526 war er in Pruntrut, der Residenzstadt der Basler Bischöfe, ansässig.
Von Dominicus Bildhower gibt es keine gesicherten Werke, doch werden ihm und seinem Vater etliche Werke zugeschrieben, unter anderem der 1516 geweihte Flügelaltar aus der Verenakapelle in Herznach (heute im Museum Aargau).